# Moye Kolodin
Moye Kolodin   (5 de maig de 1987) és un pianista clàssic alemany.

## Carrera
Kolodin va rebre les seves primeres lliçons de piano a l'edat de set anys de la seva mare Elza Kolodin. Kolodin va guanyar el primer premi i el premi Sparkasse per a joves talents destacats al concurs Jugend Musiziert cinc anys després. El 1999, es va matricular a la Hochschule für Musik Freiburg, i hi va continuar els seus estudis musicals sota la tutela d'Elza Kolodin fins al 2006.
Kolodin participa regularment a les classes magistrals de molts professors de renom mundial, els noms dels quals inclouen Vitaly Margulis, Hans Leygraf, Jacques Rouvier, Dmitri Bashkirov, Joaquín Soriano i Vera Gornostàieva. A nivell internacional ha guanyat premis als concursos "Ciutat de Carlet" i "Vila de Capdepera", l'Associació "Fryderyk Chopin's 14th Concorso Internationale per Giovani Pianisti" l'any 2004 a Roma, el primer premi al "Concours". International de Piano de Brest" a França el 2005, i el Gran Premi al Concurs Internacional de Piano "Evangelia Tjiarri Foundation" a Larnaka, Xipre el març de 2006. Al maig d'aquell mateix any, també va rebre el premi cultural europeu "Pro Europa" al Paul Klee Zentrum de Berna, Suïssa.
Kolodin gaudeix de contactes freqüents amb diferents conjunts i orquestres com la Schlesischen Philharmonie Kattowitz, la Landesjugendorchester Baden-Württemberg, la Capella Bydgostiensis i Stuttgarter Kammerorchester, amb qui ha interpretat concerts de Mozart, Liszt i Brahms i molts altres compromisos. La seva interpretació rep constantment crítiques brillants de la premsa local, que l'han elogiat pel seu "mestre fenomenal", "talent increïble", "tocar impressionant" i "volar-se al piano" i l'han descrit com "una excepcionalitat musical". i "un geni i poeta".
Com a becari de la Studienstiftung des Deutschen Volkes, Kolodin és alumne de Jacques Rouvier al Conservatori Superior de Música de París des de la tardor de 2006.